# Tic Tac Toe (Band)/Diskografie
Diese Diskografie ist eine Übersicht über die musikalischen Werke der deutschen Girlgroup Tic Tac Toe. Den Quellenangaben zufolge hat sie bisher mehr als fünf Millionen Tonträger verkauft, davon alleine in ihrer Heimat über 4,1 Millionen. Ihre erfolgreichste Veröffentlichung ist das zweite Studioalbum Klappe die 2te mit über 1,3 Millionen verkauften Einheiten. In Deutschland avancierte es, genauso wie das Debütalbum Tic Tac Toe, zum Millionenseller. Die beiden Alben zählen damit zu den meistverkauften Musikalben des Landes.

## Alben

### Studioalben
| Jahr | Titel Musiklabel                                                              | Höchstplatzierung, Gesamtwochen, AuszeichnungChartplatzierungen (Jahr, Titel, Musiklabel, Platzierungen, Wochen, Auszeichnungen, Anmerkungen) | Höchstplatzierung, Gesamtwochen, AuszeichnungChartplatzierungen (Jahr, Titel, Musiklabel, Platzierungen, Wochen, Auszeichnungen, Anmerkungen) | Höchstplatzierung, Gesamtwochen, AuszeichnungChartplatzierungen (Jahr, Titel, Musiklabel, Platzierungen, Wochen, Auszeichnungen, Anmerkungen) | Anmerkungen                                                |
| Jahr | Titel Musiklabel                                                              | DE | AT | CH | Anmerkungen                                                |
| ---- | ----------------------------------------------------------------------------- | --- | --- | --- | ---------------------------------------------------------- |
| 1996 | Tic Tac Toe RCA Records (BMG Ariola)                                          | DE3 ×2Doppelplatin · (76 Wo.)DE | AT3 Platin · (39 Wo.)AT | CH4 ×2Doppelplatin · (65 Wo.)CH | Erstveröffentlichung: 15. April 1996 Verkäufe: + 1.150.000 |
| 1997 | Klappe die 2te auch bekannt als: § (Jazzy Lee Ricky) RCA Records (BMG Ariola) | DE1 ×2Doppelplatin · (43 Wo.)DE | AT2 Platin · (33 Wo.)AT | CH1 ×2Doppelplatin · (31 Wo.)CH | Erstveröffentlichung: 21. April 1997 Verkäufe: + 1.300.000 |
| 2000 | Ist der Ruf erst ruiniert … RCA Records (BMG Ariola)                          | DE34 (8 Wo.)DE | AT50 (1 Wo.)AT | CH92 (3 Wo.)CH | Erstveröffentlichung: 29. Mai 2000                         |
| 2006 | Comeback A One Entertainment (WMG)                                            | DE25 (2 Wo.)DE | AT26 (5 Wo.)AT | CH43 (3 Wo.)CH | Erstveröffentlichung: 17. Februar 2006                     |

### Kompilationen
| Jahr | Titel Musiklabel                   | Höchstplatzierung, Gesamtwochen, AuszeichnungChartplatzierungen (Jahr, Titel, Musiklabel, Platzierungen, Wochen, Auszeichnungen, Anmerkungen) | Höchstplatzierung, Gesamtwochen, AuszeichnungChartplatzierungen (Jahr, Titel, Musiklabel, Platzierungen, Wochen, Auszeichnungen, Anmerkungen) | Höchstplatzierung, Gesamtwochen, AuszeichnungChartplatzierungen (Jahr, Titel, Musiklabel, Platzierungen, Wochen, Auszeichnungen, Anmerkungen) | Anmerkungen                           |
| Jahr | Titel Musiklabel                   | DE | AT | CH | Anmerkungen                           |
| ---- | ---------------------------------- | --- | --- | --- | ------------------------------------- |
| 2006 | The Best Of RCA Records (Sony BMG) | DE51 (4 Wo.)DE | AT35 (4 Wo.)AT | — | Erstveröffentlichung: 13. Januar 2006 |

## Singles

### Als Leadmusiker
| Jahr | Titel Album                                                | Höchstplatzierung, Gesamtwochen, AuszeichnungChartplatzierungen (Jahr, Titel, Album, Platzierungen, Wochen, Auszeichnungen, Anmerkungen) | Höchstplatzierung, Gesamtwochen, AuszeichnungChartplatzierungen (Jahr, Titel, Album, Platzierungen, Wochen, Auszeichnungen, Anmerkungen) | Höchstplatzierung, Gesamtwochen, AuszeichnungChartplatzierungen (Jahr, Titel, Album, Platzierungen, Wochen, Auszeichnungen, Anmerkungen) | Anmerkungen                                                |
| Jahr | Titel Album                                                | DE | AT | CH | Anmerkungen                                                |
| ---- | ---------------------------------------------------------- | --- | --- | --- | ---------------------------------------------------------- |
| 1995 | Ich find’ dich scheiße Tic Tac Toe                         | DE3 Platin · (22 Wo.)DE | AT4 (14 Wo.)AT | CH6 (22 Wo.)CH | Erstveröffentlichung: 6. November 1995 Verkäufe: + 500.000 |
| 1996 | Funky Tic Tac Toe                                          | DE14 (17 Wo.)DE | AT13 (12 Wo.)AT | CH9 (15 Wo.)CH | Erstveröffentlichung: 25. März 1996                        |
| 1996 | Leck mich am A, B, Zeh Tic Tac Toe                         | DE21 (14 Wo.)DE | — | CH18 (8 Wo.)CH | Erstveröffentlichung: 22. Juli 1996                        |
| 1996 | Verpiss’ dich Tic Tac Toe                                  | DE1 Platin · (24 Wo.)DE | AT3 Gold · (17 Wo.)AT | CH1 (19 Wo.)CH | Erstveröffentlichung: 28. Oktober 1996 Verkäufe: + 525.000 |
| 1997 | Warum? Klappe die 2te                                      | DE1 Platin · (19 Wo.)DE | AT1 Gold · (16 Wo.)AT | CH1 Gold · (19 Wo.)CH | Erstveröffentlichung: 24. Februar 1997 Verkäufe: + 550.000 |
| 1997 | Mr. Wichtig Klappe die 2te                                 | DE6 Gold · (17 Wo.)DE | AT6 (13 Wo.)AT | CH10 (14 Wo.)CH | Erstveröffentlichung: 23. Juni 1997 Verkäufe: + 250.000    |
| 1997 | Ich wär’ so gern so blöd wie du Klappe die 2te             | DE32 (11 Wo.)DE | AT33 (7 Wo.)AT | — | Erstveröffentlichung: 1. September 1997                    |
| 1997 | Bitte küss’ mich nicht Klappe die 2te                      | DE47 (6 Wo.)DE | — | — | Erstveröffentlichung: 17. November 1997                    |
| 2000 | Ist der Ruf erst ruiniert …                                | DE27 (9 Wo.)DE | — | — | Erstveröffentlichung: 25. Mai 2000                         |
| 2000 | Isch liebe disch Ist der Ruf erst ruiniert …               | DE11 (16 Wo.)DE | AT6 (13 Wo.)AT | CH38 (8 Wo.)CH | Erstveröffentlichung: 14. August 2000                      |
| 2000 | Morgen ist heute schon gestern Ist der Ruf erst ruiniert … | DE96 (3 Wo.)DE | — | — | Erstveröffentlichung: 20. November 2000                    |
| 2005 | Spiegel Comeback                                           | DE7 (15 Wo.)DE | AT7 (14 Wo.)AT | CH10 (14 Wo.)CH | Erstveröffentlichung: 19. Dezember 2005                    |
| 2006 | Keine Ahnung Comeback                                      | — | — | — | Erstveröffentlichung: 12. Mai 2006                         |

### Als Gastmusiker
| Jahr | Titel Album                 | Höchstplatzierung, Gesamtwochen, AuszeichnungChartplatzierungen (Jahr, Titel, Album, Platzierungen, Wochen, Auszeichnungen, Anmerkungen) | Höchstplatzierung, Gesamtwochen, AuszeichnungChartplatzierungen (Jahr, Titel, Album, Platzierungen, Wochen, Auszeichnungen, Anmerkungen) | Höchstplatzierung, Gesamtwochen, AuszeichnungChartplatzierungen (Jahr, Titel, Album, Platzierungen, Wochen, Auszeichnungen, Anmerkungen) | Anmerkungen                                                                                 |
| Jahr | Titel Album                 | DE | AT | CH | Anmerkungen                                                                                 |
| ---- | --------------------------- | --- | --- | --- | ------------------------------------------------------------------------------------------- |
| 1999 | Nie wieder Spiesserparadies | DE4 Gold · (16 Wo.)DE | AT4 (16 Wo.)AT | CH4 (14 Wo.)CH | Erstveröffentlichung: 22. Februar 1999 Verkäufe: + 250.000; mit Sara als Sara @ Tic Tac Two |

## Videoalben und Musikvideos

### Videoalben
| Jahr | Titel Musiklabel                              | Anmerkungen                |
| ---- | --------------------------------------------- | -------------------------- |
| 1996 | … frei nach Schnauze RCA Records (BMG Ariola) | Erstveröffentlichung: 1996 |
| 1997 | Jetzt erst recht! RCA Records (BMG Ariola)    | Erstveröffentlichung: 1997 |

### Musikvideos
| Jahr | Titel                           | Regisseur(e)                                    |
| ---- | ------------------------------- | ----------------------------------------------- |
| 1995 | Ich find’ dich scheiße          |                                                 |
| 1996 | Funky                           |                                                 |
| 1996 | Leck mich am A, B, Zeh          |                                                 |
| 1996 | Verpiss’ dich                   |                                                 |
| 1997 | Warum? (2 Versionen)            |                                                 |
| 1997 | Mr. Wichtig                     | Hannes Rossacher (Original) — (Ocean Drive Mix) |
| 1997 | Ich wär’ so gern so blöd wie du | Jürgen Haas                                     |
| 1997 | Bitte küss’ mich nicht          | Dirk Meints                                     |
| 1999 | Nie wieder                      | Markus Walter                                   |
| 2000 | Ist der Ruf erst ruiniert …     | Joern Heitmann                                  |
| 2000 | Isch liebe disch                | Joern Heitmann                                  |
| 2000 | Morgen ist heute schon gestern  | Joern Heitmann                                  |
| 2005 | Spiegel                         | Jan Christoph Schultchen                        |
| 2006 | Keine Ahnung                    | Jan Christoph Schultchen                        |

## Sonderveröffentlichungen

### Alben
| Jahr | Titel Musiklabel                   | Anmerkungen                                      |
| ---- | ---------------------------------- | ------------------------------------------------ |
| 1996 | Anchecker RCA Records (BMG Ariola) | Erstveröffentlichung: 1996 Promo für Tic Tac Toe |

### Lieder
| Jahr | Titel Album                 | Anmerkungen                                                        |
| ---- | --------------------------- | ------------------------------------------------------------------ |
| 1999 | Nie wieder Spiesserparadies | Erstveröffentlichung: 17. Mai 1999 mit Sara als Sara @ Tic Tac Two |

## Statistik

### Chartauswertung
|                     | DE    | AT    | CH    |
| ------------------- | ----- | ----- | ----- |
| Nummer-eins-Alben   | DE1DE | AT—AT | CH1CH |
| Top-10-Alben        | DE2DE | AT2AT | CH2CH |
| Alben in den Charts | DE5DE | AT5AT | CH4CH |

|                       | DE     | AT    | CH    |
| --------------------- | ------ | ----- | ----- |
| Nummer-eins-Singles   | DE2DE  | AT1AT | CH2CH |
| Top-10-Singles        | DE6DE  | AT7AT | CH7CH |
| Singles in den Charts | DE13DE | AT9AT | CH9CH |

### Auszeichnungen für Musikverkäufe
| Goldene Schallplatte - Polen - 1997: für das Album Klappe die 2te Platin-Schallplatte - Europa - 1997: für das Album Klappe die 2te - 1997: für das Album Tic Tac Toe |

Anmerkung: Auszeichnungen in Ländern aus den Charttabellen bzw. Chartboxen sind in ebendiesen zu finden.
| Land/RegionAuszeichnungen für Musikverkäufe (Land/Region, Auszeichnungen, Verkäufe, Quellen) | Gold     | Platin       | Verkäufe    | Quellen                           |
| -------------------------------------------------------------------------------------------- | -------- | ------------ | ----------- | --------------------------------- |
| Deutschland (BVMI)                                                                           | 2× Gold2 | 7× Platin7   | 4.100.000   | musikindustrie.de Einzelnachweise |
| Europa (IFPI)                                                                                | —        | 2× Platin2   | (2.000.000) | ifpi.org                          |
| Österreich (IFPI)                                                                            | 2× Gold2 | 2× Platin2   | 150.000     | ifpi.at                           |
| Polen (ZPAV)                                                                                 | Gold1    | —            | 50.000      | olis.pl                           |
| Schweiz (IFPI)                                                                               | Gold1    | 4× Platin4   | 225.000     | hitparade.ch                      |
| Insgesamt                                                                                    | 6× Gold6 | 15× Platin15 |             |                                   |